# La Zarza (Badajoz)
La Zarza ist eine Gemeinde (municipio) mit 3.345 Einwohnern (Stand: 2024) in der spanischen Provinz Badajoz in der Autonomen Gemeinschaft Extremadura. 

## Lage
La Zarza liegt etwa 75 Kilometer ostsüdöstlich von Badajoz und etwa 16 Kilometer südöstlich von Mérida in einer Höhe von 330 m. Der Río Guadiana begrenzt die Gemeinde im Norden. 

## Demografie
| Einwohnerzahl (1842–2021)                 | Einwohnerzahl (1842–2021) | Einwohnerzahl (1842–2021) | Einwohnerzahl (1842–2021) | Einwohnerzahl (1842–2021) | Einwohnerzahl (1842–2021) | Einwohnerzahl (1842–2021) | Einwohnerzahl (1842–2021) | Einwohnerzahl (1842–2021) | Einwohnerzahl (1842–2021) | Einwohnerzahl (1842–2021) | Einwohnerzahl (1842–2021) | Einwohnerzahl (1842–2021) | Einwohnerzahl (1842–2021) | Einwohnerzahl (1842–2021) | Einwohnerzahl (1842–2021) | Einwohnerzahl (1842–2021) |
| ----------------------------------------- | ------------------------- | ------------------------- | ------------------------- | ------------------------- | ------------------------- | ------------------------- | ------------------------- | ------------------------- | ------------------------- | ------------------------- | ------------------------- | ------------------------- | ------------------------- | ------------------------- | ------------------------- | ------------------------- |
| 1842                                      | 1877                      | 1887                      | 1897                      | 1900                      | 1910                      | 1920                      | 1930                      | 1940                      | 1950                      | 1960                      | 1970                      | 1981                      | 1991                      | 2001                      | 2011                      | 2021                      |
| 2412                                      | 3062                      | 3294                      | 3320                      | 3390                      | 3868                      | 4004                      | 4360                      | 4590                      | 5055                      | 5114                      | 3947                      | 3472                      | 3643                      | 3615                      | 3637                      | 3380                      |
| Quelle: Instituto Nacional de Estadística |                           |                           |                           |                           |                           |                           |                           |                           |                           |                           |                           |                           |                           |                           |                           |                           |

## Sehenswürdigkeiten

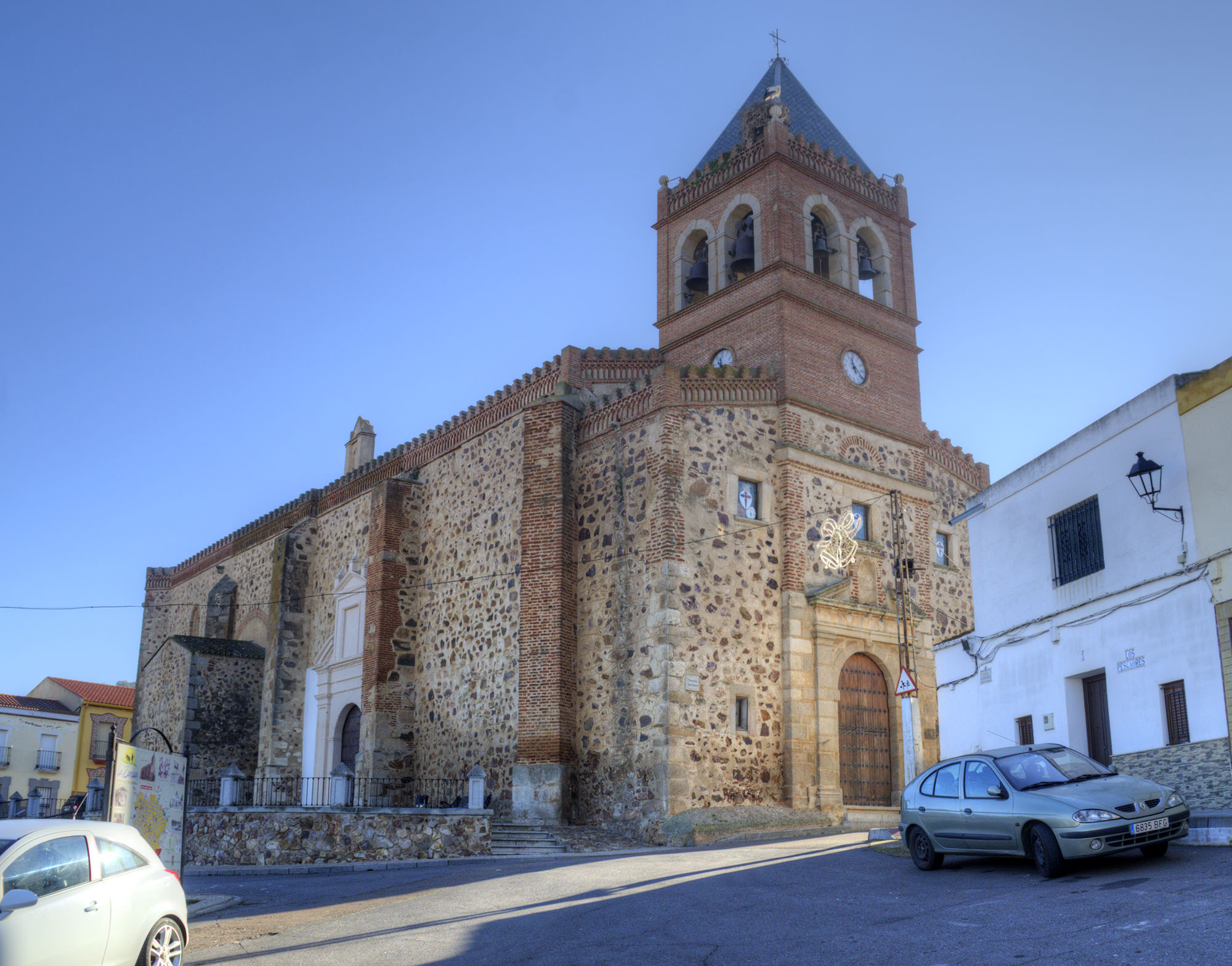
Martinskirche
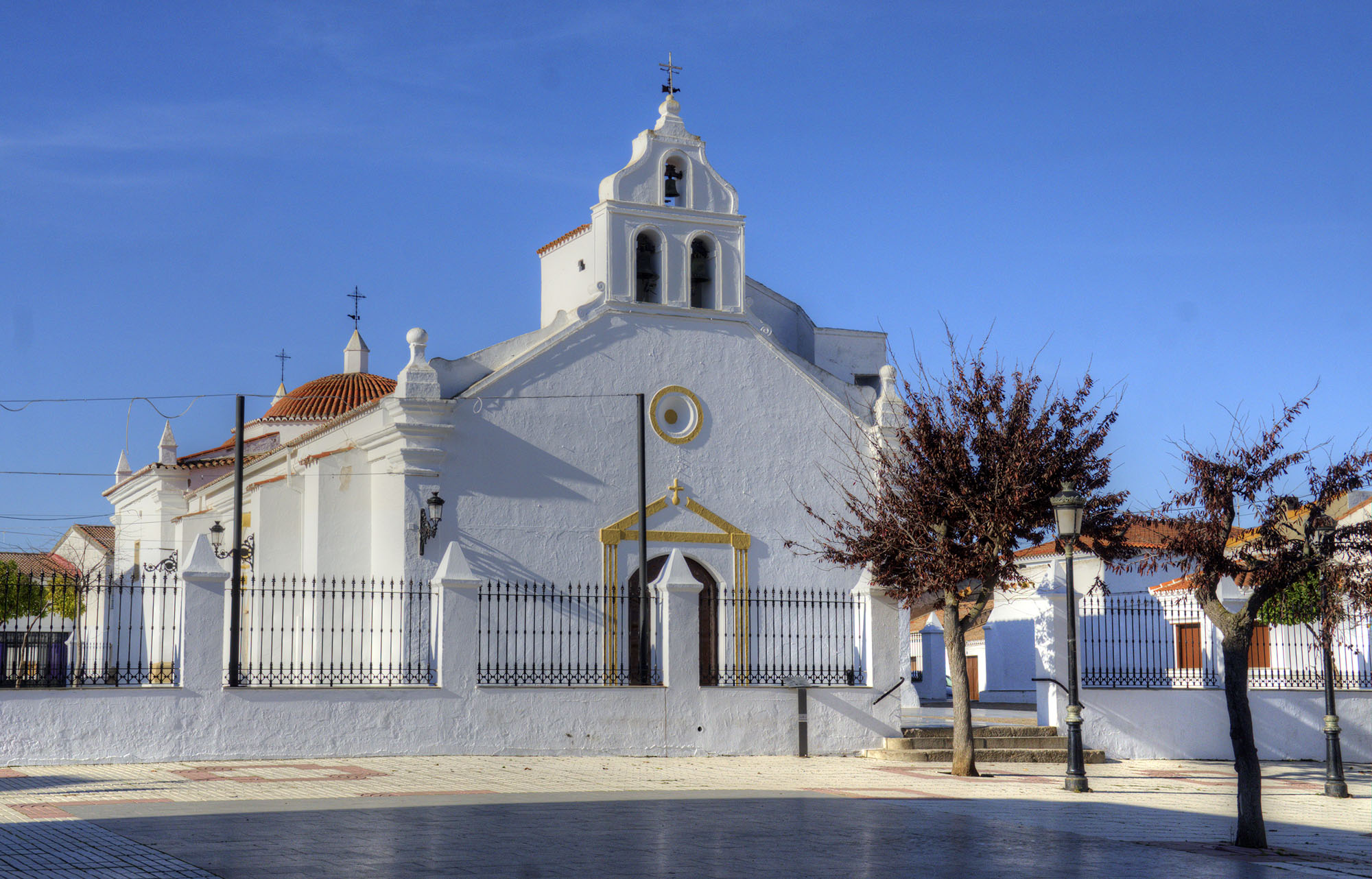
Kapelle Mariä Schnee
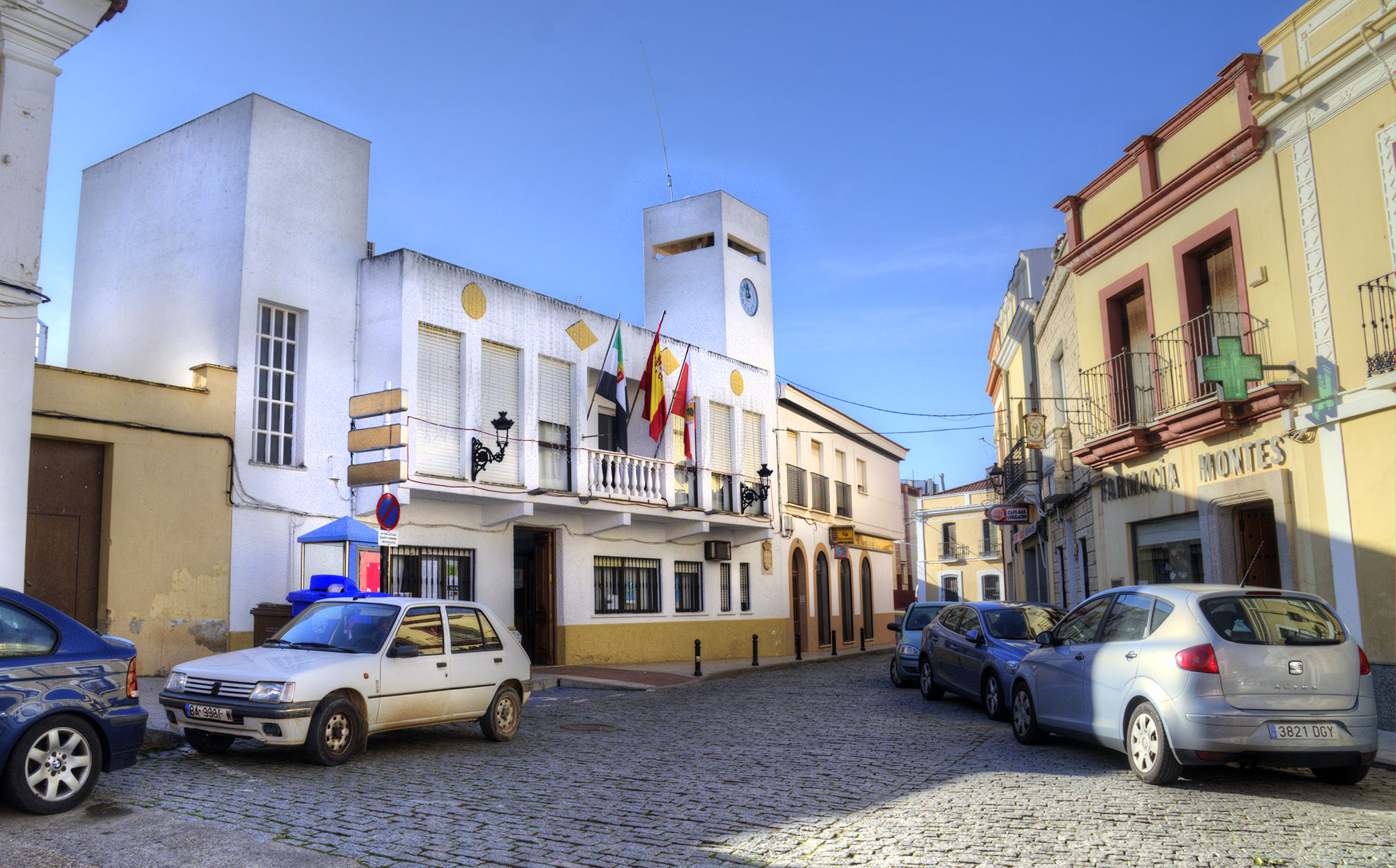
Rathaus

- Martinskirche
- Kapelle Mariä Schnee
- Rathaus